# Sziklavári Szilárd
Sziklavári Szilárd (Zsibó, 1980. július 29. – Kolozsvár, 2012. április 2.) romániai magyar operaénekes, színész.

## Életpályája
Sziklavári Szilárd 1980. július 29-én született Zsibón, 2000-ben a zilahi Gheorghe Şincai Tanítóképzőn szerzett diplomát, majd 2001–2006 között a kolozsvári Gheorghe Dima Zeneakadémián végezte zenei tanulmányait.
Tanulmányai végeztével a Kolozsvári Magyar Opera énekkari tagjaként helyezkedett el. A fiatal énekművészt a kolozsvári közönség több Puccini-szerzeményben is láthatta-hallhatta fellépni: a Bohéméletben Colline, a Toscában Angelotti, a Gianni Schicchiben pedig Betto szerepében állt színpadra, de Rossini-, Verdi- és Mozart-művekben is alakított kisebb-nagyobb szerepeket, musicalben és operettben is fellépett.

## Halála
2012-ben mindössze 31 éves korában, eddig tisztázatlan okok miatt öngyilkosságot követett el.

## Színpadi szerepei
A Színházi adattárban regisztrált bemutatóinak száma: 13.
- A varázsfuvola - ének - bemutató: Kolozsvári Magyar Opera
- Ali Baba és vAgy negyven rabló - ének - bemutató: Kolozsvári Magyar Opera
- Attila - ének - bemutató: 2010. október 28. Kolozsvári Magyar Opera
- Gianni Schicchi - színész - bemutató: 2011. augusztus 12. Újszegedi PORT.hu színpad
- Gianni Schicchi - ének - bemutató: Kolozsvári Magyar Opera
- Mária főhadnagy - ének - bemutató: Kolozsvári Magyar Opera
- Rigoletto - ének - bemutató: Kolozsvári Magyar Opera
- Tosca - ének - bemutató: Kolozsvári Magyar Opera